# ویتولد بوردزیلوفسکی
ویتولد یانوویچ بوردزیلوفسکی (روسی: Вито́льд Я́нович Бордзило́вский؛ ۱۹۱۸ — ۱۹۷۹) اَنیماتور، کارگردان فیلم‌های انیمیشن، تصویرگر کتاب کودکان و تهیه‌کننده تلویزیونی اهل روسیه بود. وی در مدرسه هنر آذربایجان تحصیل کرد و در سال ۱۹۳۸ فارغ‌التحصیل شد. پس از فارغ‌التحصیلی، به عنوان طراح هنری مشغول به کار شد. او در جنگ بزرگ میهنی شرکت کرد و پس از آن وارد بخش هنر در مؤسسه سینمایی گراسیموف شد و از سال ۱۹۴۸ تا ۱۹۵۴ در آنجا تحصیل کرد.
از فیلم‌ها یا مجموعه‌های تلویزیونی که وی در آن‌ها نقش داشته است، می‌توان به خرگوش و سیب اشاره نمود.